# Селеуш
Селеуш (рум. Seleuş), насеље је у општини Алибунар, у Јужнобанатском округу, у Србији. Према попису из 2022, у овом месту је живео 1.009 становник.

## Историја
Насеље је добило име „Селеуш” тек 1912. године. Историјски називи овог места су били:
- 1356 — Szölös,
- 1746 — Seleush,
- 1888 — Kevi-Szölös.

Селеуш је био српско село 1660. године када су га походили калуђери српског манастира Пећке патријаршије, ради скупљања прилога. Године 1746, населили су га Румуни и Германи. Године 1773, имао је 93 куће. Илирско-банатској је додељен 1774. године, а 1776. године Немачко-банатској регименти. Аустријски царски ревизор Ерлер је 1774. године констатовао да место "Селеуш вел Термиан" припада Тамишком округу, Бечкеречког дистрикта. Становништво је тада било српско. Када је 1797. године пописан православни клир, ту су два свештеника Поповића. Парох поп Јосиф (рукоп. 1771) и поп Јован капелан служили су се српским и румунским језиком.
Године 1782,, насеље је бројало 1023 православна верника; 1827, 7 римокатолика и 1.400 православних верника; 1837, 14 римокатолика и 2.645 православних верника; а 1847. године 4 римокатолика и 2.720 православних становника. Румунска црква је подигнута 1809. године.
Селеуш је 1845. године додељен Српско-банатској регименти, а од 1849. је и седиште граничарске компаније којој су припадале Иланџа и Падина. Године 1854, село је бројало 2.713 становника, а компанија 8.249 становника. Колера је 1873. године владала у селу. Селуш је, 1873. године, припојен алибунарском срезу Тороталског комитата.
Књигу о пчеларству су, 1847. године, узели многи напредни Банаћани, па и Селеушани. Тако су претплатници „Старог пчелара” били оба пароха, поп Амврозије Теодоровић и поп Николаје Отонога, као и сеоски учитељ Георгије Манчул који је био и скупљач претплате.
Велико цивилизацијско достигнуће десило се 25. новембра 1898. године када је Селеуш добио железничку станицу. Када је реч о финансијама Селуша, 1908. године је био прописан државни порез од 20.272 круна, а општински прирез није разрезан. Укупни порези износили су 40.159 круна, односно 14,3 круна по глави становника.
Након Првог светског рата, неколико стотина хектара је додељено добровољцима, због чега се једна депутација неуспешно жалила у Београду марта 1923.
Бројно стање становништва последњих деценија је: 1869. године – 2.494 становника; 1880. године – 2.659 становника; 1890. године – 2.902 становника; 1900. године – 2.801; 1910. године – 2.664 становника. По попису од 31. јануара 1921. било је 2.522 становника, од којих Срба – 19; Словака – 8; осталих Словена – 12; Румуна – 2.388; Немаца – 23; Мађара – 19; осталих – 53.

## Демографија
У насељу Селеуш живи 1.191 становник, а просечна старост становништва износи 43,1 година (40,6 код мушкараца и 44,0 код жена). У насељу има 412 домаћинстава, а просечан број чланова по домаћинству је 2,89.
Становништво у овом насељу веома је нехомогено, уз релативну румунску већину, а у последња четири пописа, примећен је пад у броју становника.
|  |

| Демографија | Демографија | Демографија |
| Година      | Становника  | Становника  |
| ----------- | ----------- | ----------- |
| 1948.       | 2.276       |             |
| 1953.       | 2.189       |             |
| 1961.       | 2.286       |             |
| 1971.       | 2.121       |             |
| 1981.       | 1.765       |             |
| 1991.       | 1.499       | 1.397       |
| 2002.       | 1.340       | 1.515       |
| 2011.       | 1.191       |             |

| Етнички састав према попису из 2002.‍ | Етнички састав према попису из 2002.‍ | Етнички састав према попису из 2002.‍ | Етнички састав према попису из 2002.‍ | Етнички састав према попису из 2002.‍ |
| ------------------------------------ | ------------------------------------ | ------------------------------------ | ------------------------------------ | ------------------------------------ |
|                                      |                                      |                                      |                                      |                                      |
| Румуни                               | Румуни                               |                                      | 658                                  | 49,10%                               |
| Срби                                 | Срби                                 |                                      | 578                                  | 43,13%                               |
| Роми                                 | Роми                                 |                                      | 62                                   | 4,62%                                |
| Словаци                              | Словаци                              |                                      | 12                                   | 0,89%                                |
| Југословени                          | Југословени                          |                                      | 10                                   | 0,74%                                |
| Хрвати                               | Хрвати                               |                                      | 4                                    | 0,29%                                |
| Муслимани                            | Муслимани                            |                                      | 2                                    | 0,14%                                |
| Словенци                             | Словенци                             |                                      | 1                                    | 0,07%                                |
| Мађари                               | Мађари                               |                                      | 1                                    | 0,07%                                |
| Власи                                | Власи                                |                                      | 1                                    | 0,07%                                |
| непознато                            | непознато                            |                                      | 9                                    | 0,67%                                |

| Година пописа     | 1948. | 1953. | 1961. | 1971. | 1981. | 1991. | 2002. |
| ----------------- | ----- | ----- | ----- | ----- | ----- | ----- | ----- |
| Број домаћинстава | 571   | 552   | 581   | 528   | 500   | 461   | 412   |

| Број чланова      | 1  | 2  | 3  | 4  | 5  | 6  | 7  | 8 | 9 | 10 и више | Просек |
| ----------------- | -- | -- | -- | -- | -- | -- | -- | - | - | --------- | ------ |
| Број домаћинстава | 79 | 95 | 70 | 67 | 46 | 34 | 12 | 7 | 1 | 1         | 3,25   |

| Пол    | Укупно | Неожењен/Неудата | Ожењен/Удата | Удовац/Удовица | Разведен/Разведена | Непознато |
| ------ | ------ | ---------------- | ------------ | -------------- | ------------------ | --------- |
| Мушки  | 532    | 125              | 347          | 45             | 9                  | 6         |
| Женски | 561    | 82               | 343          | 119            | 15                 | 2         |
| УКУПНО | 1.093  | 207              | 690          | 164            | 24                 | 8         |

| Пол    | Укупно                    | Пољопривреда, лов и шумарство | Рибарство                            | Вађење руде и камена | Прерађивачка индустрија       |
| ------ | ------------------------- | ----------------------------- | ------------------------------------ | -------------------- | ----------------------------- |
| Мушки  | 316                       | 211                           | 0                                    | 0                    | 25                            |
| Женски | 201                       | 127                           | 0                                    | 1                    | 20                            |
| УКУПНО | 517                       | 338                           | 0                                    | 1                    | 45                            |
| Пол    | Производња и снабдевање   | Грађевинарство                | Трговина                             | Хотели и ресторани   | Саобраћај, складиштење и везе |
| Мушки  | 0                         | 38                            | 6                                    | 1                    | 3                             |
| Женски | 1                         | 8                             | 11                                   | 1                    | 0                             |
| УКУПНО | 1                         | 46                            | 17                                   | 2                    | 3                             |
| Пол    | Финансијско посредовање   | Некретнине                    | Државна управа и одбрана             | Образовање           | Здравствени и социјални рад   |
| Мушки  | 3                         | 1                             | 7                                    | 7                    | 5                             |
| Женски | 0                         | 1                             | 1                                    | 12                   | 11                            |
| УКУПНО | 3                         | 2                             | 8                                    | 19                   | 16                            |
| Пол    | Остале услужне активности | Приватна домаћинства          | Екстериторијалне организације и тела | Непознато            | Непознато                     |
| Мушки  | 2                         | 0                             | 0                                    | 7                    | 7                             |
| Женски | 2                         | 0                             | 0                                    | 5                    | 5                             |
| УКУПНО | 4                         | 0                             | 0                                    | 12                   | 12                            |